# Contea di Blayney
La contea di Blayney è una Local Government Area che si trova nel Nuovo Galles del Sud. Essa si estende su una superficie di 1.525 chilometri quadrati e ha una popolazione di 7.259 abitanti. La sede del consiglio si trova a Blayney.